# 筧正則
筧 正則（かけい まさしげ）は、戦国時代の三河国の武将。松平氏の家臣。

## 経歴
松平氏に仕えた筧正治の子で、正則も兄らとともに岡崎城主松平清康、広忠、元康の三代に仕える。永禄3年（1560年）桶狭間の戦いでは兄の重忠・正重、甥の重成らとともに丸根砦攻撃に加わるが、松平正親・松平重利・高力正重らとともに戦死した。子の正康は水戸藩士となった。